# Dasybasis neopalpalis
Dasybasis neopalpalis är en tvåvingeart som först beskrevs av Ferguson och Hill 1920.  Dasybasis neopalpalis ingår i släktet Dasybasis och familjen bromsar. Inga underarter finns listade i Catalogue of Life.